# خيمة تشوم

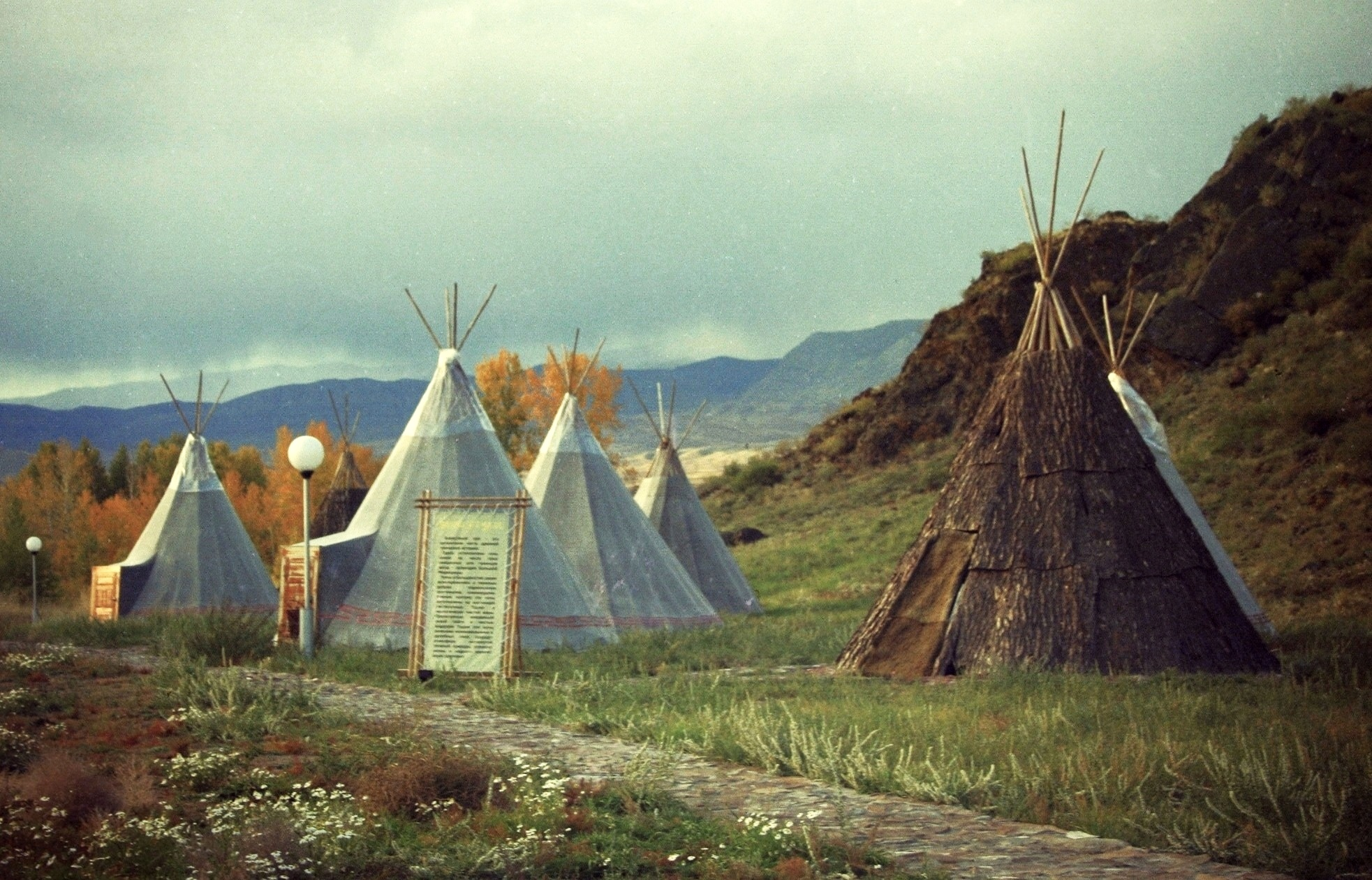
أصدقاء تيڤان في المجمع العرقي الثقافي في ألدين-بولاك، روسيا، تيڤا

خيمة تشوم chum ( /tʃuːm/ ) هو مسكن مؤقت يستخدمه رعاة الرنة الرحل الأوراليون ( نينيتس، نجاناسان، إينتس، خانتي، مانسي، كومي، سيلكوبس ) في شمال غرب سيبيريا، روسيا. يستخدم شعب إيفينك والتونغوسيك الذين يعيشون في روسيا ومنغوليا والصين أيضًا كلمة تشوم، كما يفعل شعب كيت الناطق باللغة الينيسي. كما يتم استخدامها أيضًا من قبل رعاة الرنة في أقصى الجنوب، في منطقة تودزها بجمهورية تيفا وأقاربهم عبر الحدود في شمال منغوليا. إنه يتمتع بتصميم مشابه للخيام الأمريكية الأصلية ولكن بعض الإصدارات أقل عمودية. وهو وثيق الصلة بسامي لافو في البناء، ولكنه أكبر حجماً إلى حد ما. يمكن أن يصل قطر بعض الأصدقاء إلى 30 قدم (10 أمتار). 

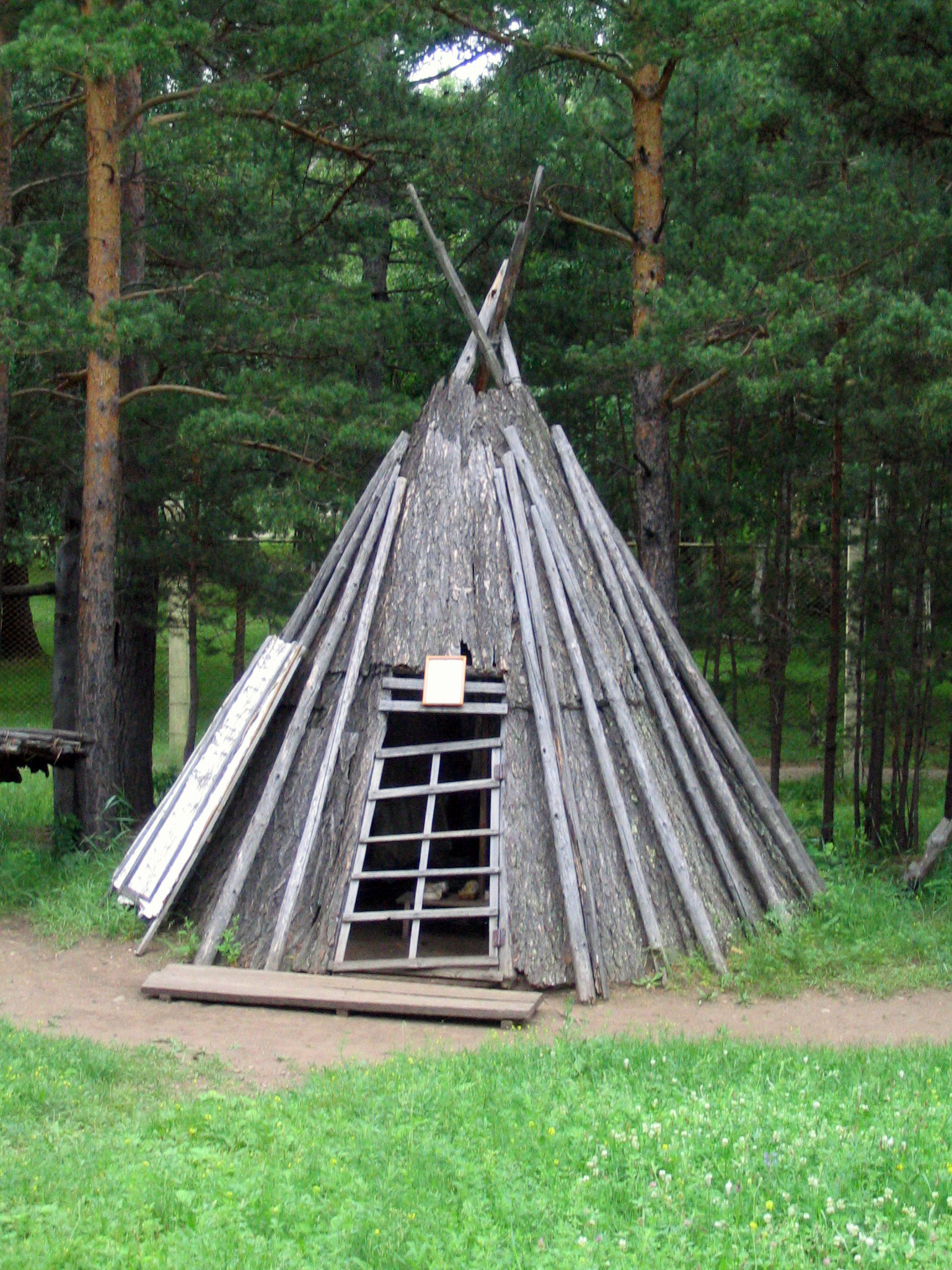
إيفنك تشوم

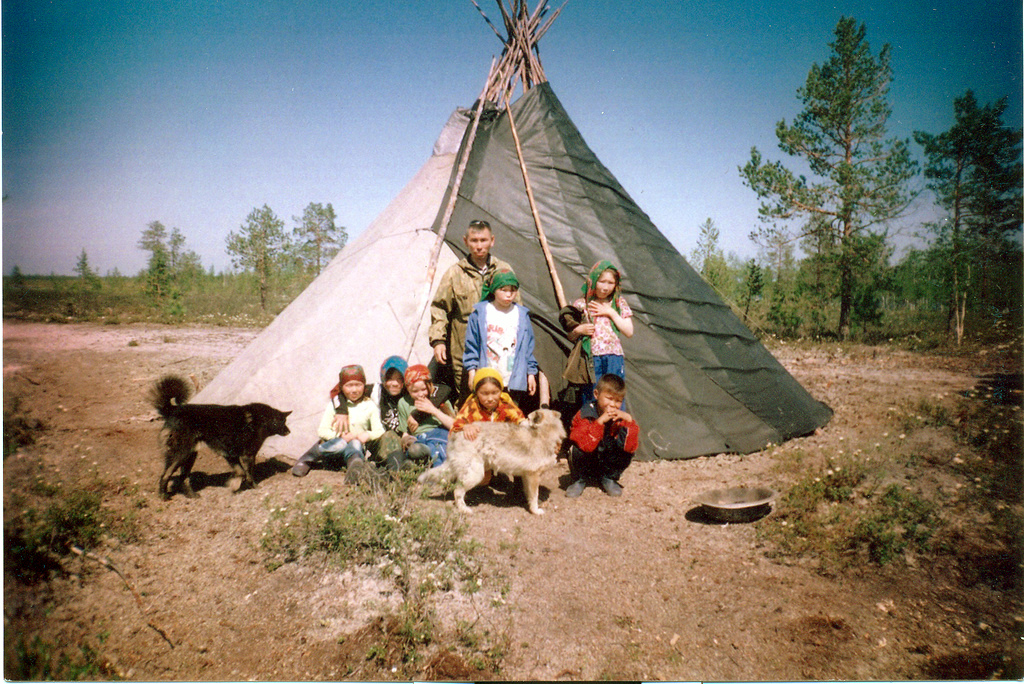
صديق خانتي الحديث

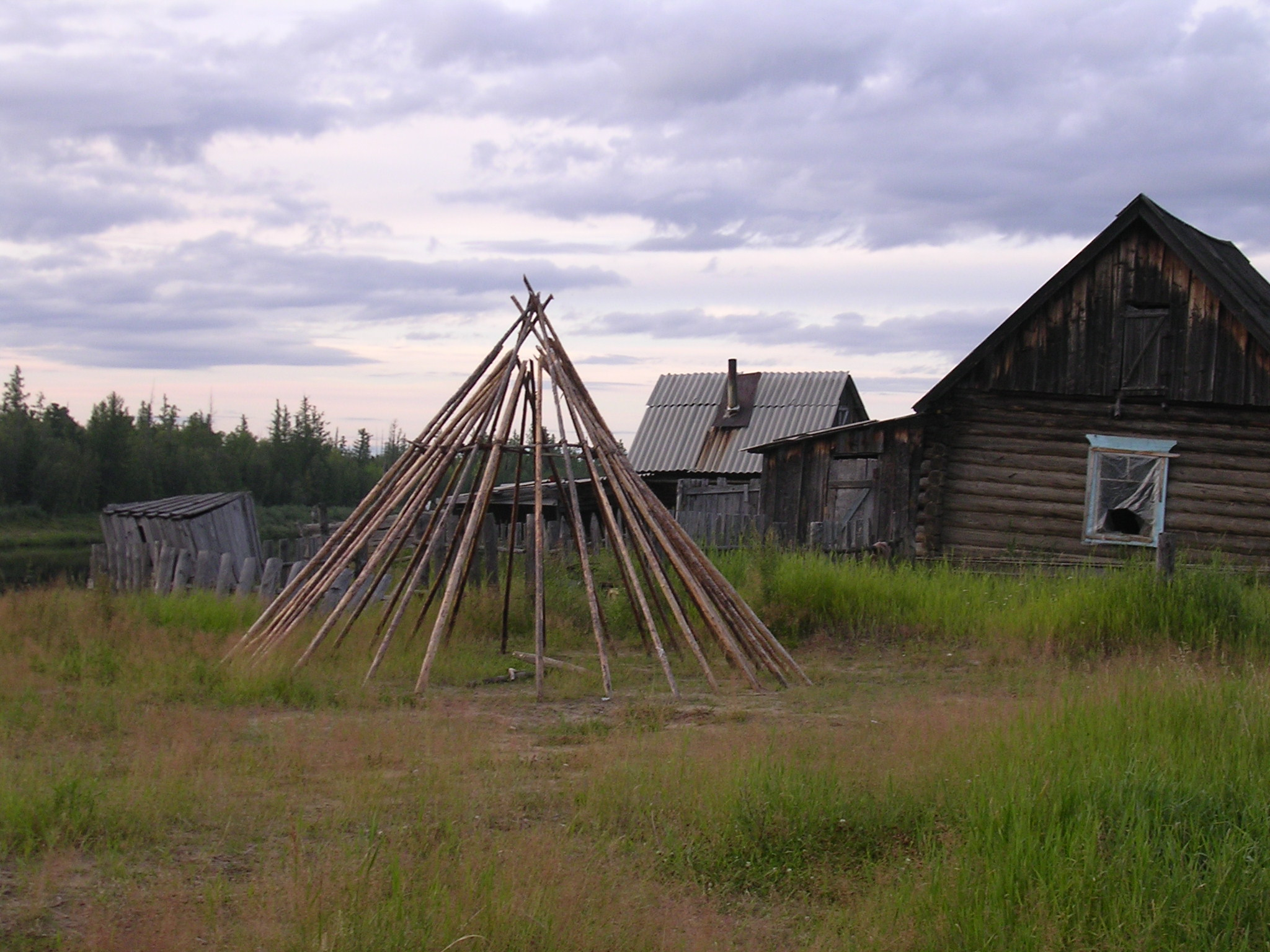
إطار سمكة صغيرة في قرية كيلوج

يتكون إطار التشوم التقليدي من أعمدة خشبية منظمة على شكل مخروط دائري. قد يكون الغطاء المحيط بالإطار مصنوعًا من جلود الرنة المخيطة معًا، بالإضافة إلى اللحاء أو اللباد. قد يستخدم الأصدقاء المعاصرون موادًا حديثة. وفي الوسط يوجد مدفأة تستخدم للتدفئة ولإبعاد البعوض. يخرج الدخان من خلال ثقب في الجزء العلوي من الشوم. عادةً ما يكون الإطار والغطاء ثقيلين جدًا، ولكن يمكن أن يحملهما الرنة. لا يزال هذا المأوى قيد الاستخدام اليوم كمأوى على مدار العام لشعوب يامال نينيتس وخانتي وتودزا تيفان في روسيا.